# 卡隆·巴特勒
詹姆士·卡隆·巴特勒（英語：James Caron Butler，1980年3月13日—），美国NBA联盟前职业篮球运动员。他在2002年的NBA选秀中第1轮第10顺位被迈阿密热火选中。2010-2011年NBA 賽季也是达拉斯小牛奪冠成員之一。2014年，巴特勒加盟雷霆队，帮助杜兰特在季后赛战胜灰熊队和快船队，重返西部决赛。